# Лемери, Никола
Никола Лемери (фр. Nicolas Lémery; 17 ноября 1645 года, Руан — 19 июня 1715 года, Париж) — французский химик, аптекарь и врач.

## Биография
Родился 17 ноября 1645 в Руане; изучал фармацию в одной из аптек Руана. В 1666 году в течение шести месяцев изучал химию в Париже под началом Кристофа Глазера, после чего отправился путешествовать по Франции в поисках авторитетных преподавателей химии. В 1669—1672 годах жил в Монпелье, где уже сам читал лекции по химии. С 1672 года — в Париже, где выступал с публичными лекциями, организовал аптеку и в ней небольшую химическую лабораторию. Лемери был гугенотом, за что подвергался преследованиям. В 1681 году был вынужден уехать в Германию, в 1683 году перебрался в Англию. В 1686 году перешёл в католичество и вновь получил возможность работать в своей аптеке в Париже, заниматься медицинской практикой и читать лекции. В 1699 году стал членом Парижской академии наук.
Основные работы Лемери посвящены систематизации химических сведений. Лемери был яростным противником алхимических учений, блестящим преподавателем и популяризатором химии. В 1675 году по материалам своих лекций он издал учебник «Курс химии» («Cours de Chimie»), завоевавший огромную популярность; в свет вышло 13 его французских изданий, а кроме того, он издавался на латинском, английском, немецком, итальянском и испанском языках. По учебнику Лемери училось несколько поколений химиков; лишь в середине XVIII века он был вытеснен учебниками, основанными на флогистонной теории, созданной Георгом Шталем.
«Курс химии» Лемери состоит из трех частей. Первая, самая объемистая, часть посвящена описанию минералов и минеральных тел, вторая посвящена растительным веществам, а третья — животным. Введение к курсу помимо общих теоретических вопросов включает описание главных химических операций, а также приборов, в нём разъясняются некоторые химические термины и названия. В конце введения приложена таблица химических знаков.
Начинается «Курс химии» Лемери с определения предмета химии: «Химия есть искусство, учащее, как разделять различные вещества, содержащиеся в смешанных телах. Я понимаю под смешанными телами те. которые образуются в природе, а именно: минералы, растительные и животные тела». Далее Лемери перечисляет «химические начала», то есть основные составные части тел. После некоего «универсального духа» (который сам автор признаёт «несколько метафизичным»), Лемери на основании анализа посредством огня выделяет пять основных материальных начал веществ: спирт, масло, соль, вода и земля. Первые три начала — активные, вода и земля — пассивные, так как ослабляют «живость» активных начал.
Описывая более подробно эти принципы, Лемери указывает, что «спирт» (дух), называемый иначе «ртутью» (меркурием), является первым и активным началом, обнаруживаемым при «анатомии» (разложении) смешанных тел. Это весьма легкое и тонкое вещество, которое всюду проникает. Оно содержится в больших количествах в растительных и животных организмах, содействует их росту, но при избытке становится причиной распада этих тел. В минеральных веществах мало «спирта» и поэтому они не подвергаются порче. В солях «спирт» нелетуч, поэтому называется «фиксированным спиртом».
«Масло», благодаря своей горючести, называется также «серой» и представляет собой жирное и мягкое вещество, выделяемое из смешанных тел после спирта. Наличием масла в смешанных телах обусловлены запахи и цвета тел; оно противодействует порче растительных и животных продуктов, происходящей от избытка влажности. Масло также извлекается из тел в нечистом виде: в смеси со спиртом оно плавает на поверхности воды, в смеси с солью — оседает на дно в виде осадка.
«Соль» — самое тяжелое из активных начал и выделяется из смешанных тел в последнюю очередь. Она предохраняет тела от гниения и обусловливает их вкус. Различают три рода солей: «соль постоянная», «соль летучая» и «соль существенная». Постоянная соль извлекается из продуктов прокаливания растворением в воде и последующей кристаллизацией. Летучие соли легко возгоняются. Существенная соль получается из соков растений. Из золы же растений получается «щелочная соль».
«Вода», иначе называемая «флегмой», — первый пассивный принцип смешанных тел. При дистилляции она извлекается в нечистом виде, так как содержит примеси активных начал. Поэтому действие такой воды сильнее, чем природной. «Земля», которую также называют «мертвой» или «проклятой землёй»,- последнее пассивное начало тел. Она также не может быть получена в чистом виде и особенно прочно удерживает спирты. Даже если она освобождается от них, на воздухе снова их поглощает.
Лемери, однако, замечает, что эти субстанции являются для нас «началами» лишь постольку, поскольку химики не смогли далее разложить эти тела; очевидно, эти «начала» могут быть в свою очередь разделены на более простые. Таким образом, то, что принимается в качестве начал, — это субстанции, полученные в результате разделения смешанных тел и отделенные лишь настолько, насколько позволяют это сделать средства, которыми располагают химики.
Во вводной части курса Лемери изложены также его взгляды на горение тел и кальцинацию металлов. По мнению Лемери, процесс горения может происходить лишь при наличии в сжигаемых телах маслянистого, или сернистого, начала, которое при горении освобождается из сжигаемого тела. В большем числе тел, способных гореть, это начало содержится наряду с другими составными частями, которые при сгорании остаются. Это же маслянистое, или сернистое, начало содержится в качестве составной части и в металлах, и именно оно обусловливает те изменения, которые происходят с металлами при их прокаливании. При кальцинации металлов из них удаляются сернистые частицы, которые также можно удалить и мокрым путём при воздействии на металлы кислотами. Увеличение веса металлов при их кальцинации, несмотря на то что при этом улетучиваются сернистые частицы, Лемери объясняет присоединением к металлу «огненной материи».